# Michael Quendler
Michael Quendler (* 21. August 1972 in Klagenfurt) ist ein österreichischer Koch.

## Werdegang
Nach der Ausbildung im Restaurant Landhauskeller in Graz ging Quendler 1998 zu Johann Lafer's Stromburg in  Stromberg (ein Michelinstern). 2000 wechselte er zum Fährhaus Munkmarsch auf Sylt. 2001 wurde er Küchenchef in der Sturmhaube Kampen auf Sylt, 2003 in der Sturmhaube Kampen auf Sylt.
Seit 2007 ist Quendler Patron im Restaurant Die Mühlenhelle in Gummersbach, das seit 2013 mit einem Michelinstern ausgezeichnet wird.